# Championnat de Zanzibar féminin de football
Le championnat de Zanzibar féminin de football (swahili : Ligi Kuu ya Wanawake Zanzibar ou anglais : Zanzibar Women Soccer Premier League) est une compétition de football féminin organisée par la Fédération de Zanzibar de football.
Le champion se qualifie pour la Ligue des champions féminine de la CAF.

## Histoire
La première édition de la compétition a lieu en 2004 ; les Women Fighters FC remportent les deux premières éditions. L'édition 2007 comprend cinq équipes. La saison 2014 voit le sacre des New Generation Sisters. Le championnat de la saison 2022 comprend 10 équipes et se conclut sur la victoire des Warrior Queens. La saison 2023 se dispute avec 7 équipes et se conclut sur un sacre des New Generation Queens.

## Palmarès
| Saison | Champion               |
| ------ | ---------------------- |
| 2004   | Women Fighters FC      |
| 2005   | Women Fighters FC      |
| 2006   | inconnu                |
| 2007   | inconnu                |
| 2014   | New Generation Sisters |
| 2020   | inconnu                |
| 2022   | Warrior Queens         |
| 2023   | New Generation Queens  |